# Walter-Möller-Plakette
Die Walter-Möller-Plakette der Stadt Frankfurt am Main wird an Bürgerinitiativen, Gemeinschaften oder Gruppen verliehen, die sich in Frankfurt in herausragender Art und Weise um das Gemeinwohl verdient gemacht haben. Sie ist nach dem früheren Frankfurter Oberbürgermeister Walter Möller benannt, der das Engagement der Bürgerschaft und deren Kooperation mit der Stadtverwaltung speziell gefördert hat. Die mit 10.000 Euro dotierte Auszeichnung wird als Symbol für ein kritisches und fruchtbares Verhältnis zwischen aktiven  Bürgern und der Stadtverwaltung angesehen. Sie wurde ab 1977 zunächst in jährlichem, seit 1986 in zweijährlichem Turnus vergeben. In den Jahren 1986, 1988, 1994 und 2000 wurde die Walter-Möller-Plakette an jeweils zwei Preisträger überreicht, das Preisgeld demzufolge geteilt.

## Preisträger

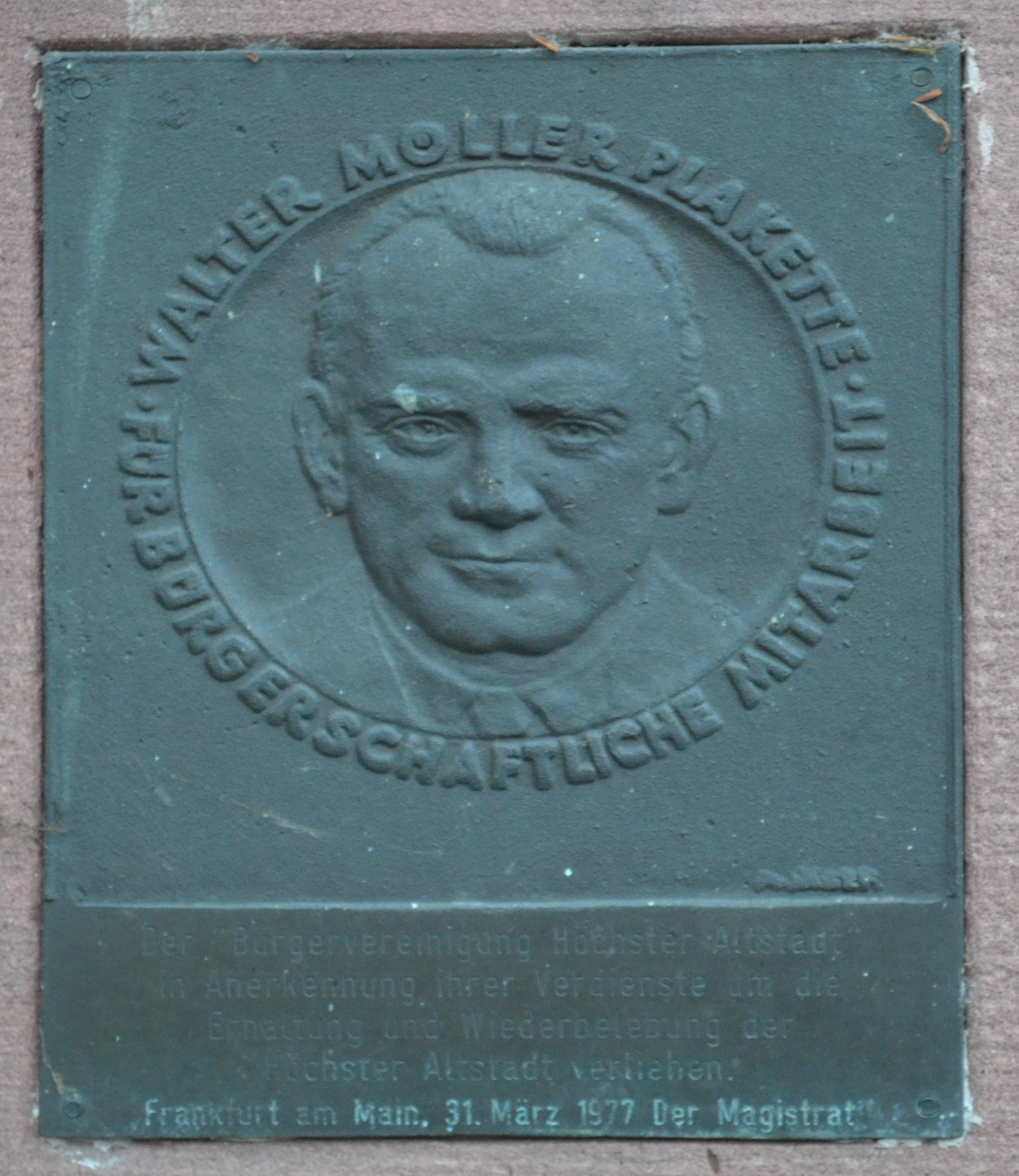
Hinweis auf die Walter Möller-Plakette für die Bürgerinitiative Höchster Altstadt am Dalbergbrunnen

- 1977: Bürgerinitiative Höchster Altstadt
- 1978: Internationales Familienzentrum e. V.
- 1979: Aktionskomitee Kind im Krankenhaus e. V.
- 1980: Nachbarschaftshilfe St. Sebastian
- 1981: Versehrten-Sportgemeinschaft Frankfurt e. V.
- 1982: Notmütterdienst Frankfurt e. V.
- 1986: Fraternität der Körperbehinderten und Langzeitkranken e. V. und VdK-Stadtkreisverband Frankfurt e. V.
- 1988: DJK Schwarz-Weiß Griesheim e. V. und Freundeskreis Liebenswertes Frankfurt e. V.
- 1990: Hilfe für krebskranke Kinder e. V.
- 1992: Arbeitsgemeinschaft Frankfurter Hilfsorganisationen AGFH
- 1994: 418. Standortunterstützungs-Bataillon der US-Armee und Verein Nieder-Erlenbacher Bürger e. V.
- 1996: Schwester Sigrid mit dem Verein Lichtblick aktiv e. V.
- 1998: Bürgerinitiative Am Bügel e. V.
- 2000: Kinderverein Kalbach e. V. und Lazarus Wohnsitzloseninitiative e. V.
- 2002: Not gemeinsam lindern, Altenhilfe der Frankfurter Rundschau
- 2004: Frankfurter Tafel e. V.
- 2006: Bürgerinstitut-Soziales Engagement in Frankfurt e. V.
- 2008: Die Mitarbeiterinnen und Mitarbeiter der Firma Atos Worldline
- 2010: Die Organisatorinnen des PfennigBazars, Alexandra Prinzessin von Hannover, Renate von Metzler, Gerhild Börsig und Susie von Verschuer-Bär
- 2012: Kultur für ALLE e. V.
- 2014: SG Bornheim 1945 e. V. Grün-Weiß
- 2016: ExperiMINTa e. V.
- 2018 Frankfurter Tiertafel e.V.